# 109 Рыб
109 Рыб (лат. 109 Piscium, HD 10697) — звезда, которая находится в созвездии Рыб на расстоянии приблизительно 106 световых лет от нас. Вокруг звезды обращается, как минимум, одна планета.

## Характеристики
109 Рыб — жёлтый субгигант класса G. Масса звезды составляет около 1,1 массы Солнца, её возраст — около 7 миллиардов лет.

## Планетная система
В 1999 году группа астрономов объявила об открытии планеты 109 Рыб b, которая вращается на расстоянии около 2 а. е. от родительской звезды и совершает полный оборот вокруг неё за 3 земных года.
| Планета | Масса (MJ) | Радиус (RJ) | Период обращения (суток) | Большая полуось орбиты(а. е.) | Эксцентриситет орбиты |
| ------- | ---------- | ----------- | ------------------------ | ----------------------------- | --------------------- |
| b       | >6,38±0,53 | ?           | 1076,4±2,4               | 2,16±0,12                     | 0,1023±0,0096         |

## Ближайшее окружение звезды
Следующие звёздные системы находятся на расстоянии в пределах 10 световых лет от 109 Рыб:
| Звезда    | Спектральный класс | Расстояние, св. лет |
| BD+20 254 | ?                  | 4,5                 |
| BD+22 287 | G5 V               | 6,0                 |
| BD+23 204 | G0 V               | 9,1                 |
| BD+17 202 | K0-2 V             | 9,5                 |

## В массовой культуре
В романе Дианы Дуэйн «Раненые небеса» (англ. The Wounded Sky) 1983 года из серии «Star Trek» упоминается звезда 109 Рыб в эпизоде, когда корабль «Энтерпрайз» спровоцировал вспышку сверхновой, включив слишком близко от звезды так называемый варп-двигатель.